# Міддл-Пойнт (Огайо)
Міддл-Пойнт (англ. Middle Point) — селище (англ. village) в США, в окрузі Ван-Верт штату Огайо. Населення — 566 осіб (2020).

## Географія
Міддл-Пойнт розташований за координатами 40°51′21″ пн. ш. 84°26′48″ зх. д. / 40.85583° пн. ш. 84.44667° зх. д. (40.855965, -84.446763).  За даними Бюро перепису населення США в 2010 році селище мало площу 1,47 км², з яких 1,45 км² — суходіл та 0,02 км² — водойми.

## Демографія
Згідно з переписом 2010 року, у селищі мешкало 576 осіб у 227 домогосподарствах у складі 158 родин. Густота населення становила 391 особа/км².  Було 256 помешкань (174/км²).
Расовий склад населення:
| - 99,3 % — білих |

До двох чи більше рас належало 0,5 %. Частка іспаномовних становила 0,7 % від усіх жителів.
За віковим діапазоном населення розподілялося таким чином: 27,1 % — особи молодші 18 років, 58,7 % — особи у віці 18—64 років, 14,2 % — особи у віці 65 років та старші. Медіана віку мешканця становила 39,0 року. На 100 осіб жіночої статі у селищі припадало 99,3 чоловіків;  на 100 жінок у віці від 18 років та старших — 90,0 чоловіків також старших 18 років.
Середній дохід на одне домашнє господарство  становив 47 629 доларів США (медіана — 42 500), а середній дохід на одну сім'ю — 54 357 доларів (медіана — 55 833). Медіана доходів становила 42 159 доларів для чоловіків та 31 477 доларів для жінок. За межею бідності перебувало 12,3 % осіб, у тому числі 26,0 % дітей у віці до 18 років та 4,7 % осіб у віці 65 років та старших.
Цивільне працевлаштоване населення становило 247 осіб. Основні галузі зайнятості: виробництво — 37,2 %, освіта, охорона здоров'я та соціальна допомога — 19,0 %, роздрібна торгівля — 9,7 %, транспорт — 5,7 %.